# GLA系諸教団
GLA系諸教団（ジーエルエーけいしょきょうだん）とは、高橋信次が設立した宗教法人GLA総合本部から分派したとされる一群の宗教団体やグループである。

## 概要
GLA創立者の高橋信次の亡くなる1976年前後に、多数の分派が発生した。
GLA系諸教団 とは、主に以下の教団を指す。
- GLA関西本部（GLA総合本部とは分派を経て別団体）[1]
- 国際正法協会[2]
- 高橋信次先生の法を学ぶ会[3]
- 偕和會[4]
- 心のつどい（代表：村上宥快）
- 光のお仲間（代表：渡辺泰男）
- ILA（インナーライトアソシエーション）（「内なる心の光の会」の略称）[注釈 1]

## その他、影響を受けたとされる教団・団体・個人など
以下の団体は、高橋信次の死後に活動を開始したため、GLA系との分類にはなじまない。
- 千乃正法がGLAの分派であるかのような一部報道があったが、GLAによれば千乃裕子がGLAの会員であった事実は無いとされた[5]。教祖の高橋信次が亡くなった頃、千乃正法を主宰する千乃裕子は自分こそが高橋信次の後継者であるべき旨を主張し、その旨を自著等でも繰り返し述べていた[要出典]。
- 幸福の科学教団の創成期において、主宰(当時)大川隆法が『高橋信次霊言集』[6]を出版したことで一部の信者から高橋信次の生前に予言による「法の後継者」ではないかとみなされた。しかし「幸福の科学」発足前の1986年9月執筆で1987年6月発刊の『太陽の法（旧版）』の記述では、高橋信次からの「霊界通信」で「GLAは、おまえを必要としない。おまえはおまえの道を切り拓け」と告げたとしており[7]、独自の路線を進む指針を展開しはじめた[8]。その後1994年には「方便の時代は終わった」という法話をし、高橋信次の霊言には嘘や誤魔化しがあるとして、GLAの影響を消すための教義および用語の改訂が実施されている[9]。
- 経済界 (出版社)の、元主幹・佐藤正忠も、高橋信次からの霊界通信を受けたとし、『奇跡の復活高橋信次』[10]という書籍を出版していた。